# Liste von Persönlichkeiten der Stadt Wuppertal
Die folgende Übersicht enthält für Wuppertal bedeutende Persönlichkeiten aufgelistet. Die Liste erhebt keinen Anspruch auf Vollständigkeit.

## Listen

### Söhne und Töchter der Stadt
Folgende Liste enthält die Persönlichkeiten, die in Wuppertal oder auf dem Gebiet, das heute Wuppertal darstellt, geboren sind. Viele sind nach ihrer Geburt oder später von Wuppertal weggezogen und sind andernorts bekannt geworden:
Siehe Liste von Söhnen und Töchtern der Stadt Wuppertal

### Ehrungen und Preise der Stadt Wuppertal

#### Ehrenbürgerschaft
Die Ehrenbürgerschaft ist höchste Auszeichnung, die die Stadt Wuppertal vergibt. 14 Personen (Stand 2020) tragen zurzeit den Titel Ehrenbürger von Wuppertal:
Siehe Liste der Ehrenbürger von Wuppertal

#### Der Ehrenring der Stadt Wuppertal
Die Stadt Wuppertal stiftet einen Ehrenring, der an Persönlichkeiten verleihen werden kann, die sich um das Wohl und Ansehen der Stadt Wuppertal in besonderer Weise verdient gemacht haben:
Siehe Ehrenring der Stadt Wuppertal

#### Der „Wuppertaler“ für besonderes ehrenamtliches Engagement

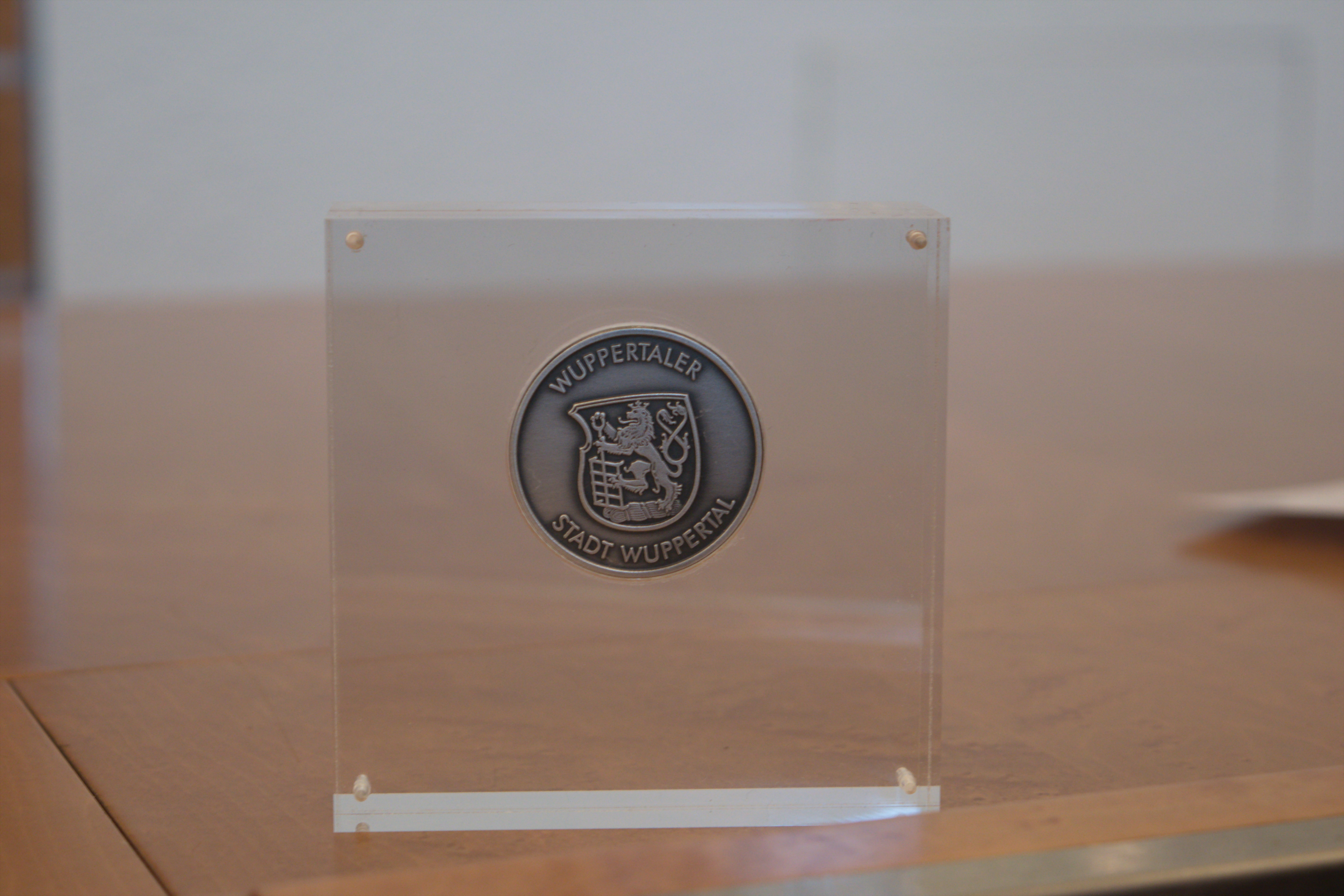
Der „Wuppertaler“ für besonderes ehrenamtliches Engagement

Der Rat der Stadt Wuppertal hat 1999 beschlossen, einmal jährlich Bürgerinnen und Bürger mit dem „Wuppertaler“ zu ehren, die in herausragender Weise ehrenamtliche Aufgaben im Interesse des Gemeinwohls übernehmen:
- 1999: Peter Alex, Brunhilde Hohlmann, Monika Hohmann, Joachim Kehrenberg, Renate Kehrenberg, Sieglinde Neumann, Regine Richling, Karl Tirre (†), Rita Vahlensieck und Jose Zaum (†)
- 2000: Herbert Bathe (†), Karl-Hermann Bremer (†), Grete Grünen (†), Jürgen Heimchen, Wiltrud Heimchen, Margarete Kaiser, Irmlind Pesch, Wilhelm Petig (†), Heinz-Willi Riedesel-Küper und Ruth Wahl (†)
- 2001: Renate Bente (†), Bernd Bockskopf (†), Marianne Hecht-Wieber, Ernst Pauksch (†), Brigitta Rasch (†), Marlies Schmidt, Anna Sieben und Hamide Ural
- 2002: Torsten Ache, Hermine Albert, Rosemarie Blaubach (†), Angela Dicke, Susanne Hartmann, Harald Heymann, Ruth Kaiser (†), Heinz Kurzhals, Hans Pitsch (†), Annemarie Schmidt und Rainer Schmidt
- 2003: Secatipek Demir, Barbara Friese, Leonid Goldberg, Ernst Grell, Helmut Hirt (†), Paola Marten, Sabine Neubauer, Hans-Jürgen Ruhrmann und Gerda Wardenbach (†)
- 2004: Erol Celik, Bruno Hensel, Josef Linkenbach (†), Hans-Christian Neudahm, Wolfgang Nielsen, Frank Peinecke, Georg van den Bruck und Erika Wilhelm
- 2005: Herbert Cramer, Sabine Knorr, Helmut Müller, Karin Sobania, Karl Waldinger und Siegmund Wiedemann (†)
- 2006: Lieselotte Bhatia, Hannelore Geiss, Wolfgang Glasl (†), Dr. Imke Krah-Jentgens, Michael Schumann und Peter Siegfanz
- 2007: Dorothee Hartmann, Andrea Hedemann, Reinhold Killian, Anni Schmitz, Ali Tchassanti und Maria Wolff
- 2008: Paul Ammann, Gertrud Banerjee, Hans Joachim de Bruyn-Ouboter (†), Susanne Ruf, Heinz Schwaffertz (†), Sigrid Wagner, Gabriele Wiebel und Udo Wiebel
- 2009: Johanna „Hanni“ Freund, Heinz Gottmann, Franz-Adalbert Grunwald, Jürgen Krefting, Axel Laumer (†), Manfred Stader und Erika Tracht
- 2010: Mohamed Abodahab, Dr. Peter Altreuther, Heidrun Behle, Karl-Heinz Emde, Detlef Feistel, Wolfgang Koch, Marga Rühl und Guido Werner
- 2011: Bernhard Drache, Werner Lochner, Sascha Poddey, Olga Prausnitz (†), Hans-Joachim Stobbe, Hannelore vom Scheidt und Elke Weimann
- 2012: Yavuz Aktas, Ingo Gehring, Dr. Annemarie Gerson, Tobias Gundlach, Norbert Koep, Erika Osenberg, Isabell Riesner und Dr. Birgit Timmermann
- 2013: Antonia Dicken-Begrich, Hans Hermann Gürtzgen, Ralf Keller und Walter Steil
- 2014: Brigitte Alexander, David J. Becher, Marie-Luise Dahlhaus-Floeck, Marita Dönnecke, Dieter Norf, Gottfried Paul-Roemer und Hans-Peter Plenker
- 2015: Ahmed Ali, Bernd Engels, Heike Friel, Margarete Hahn, Ingeborg Hanten, Peter Krampen, Stefan Langerfeld und Olaf Rosier
- 2016: Beate Blaschczok, Stefan Mageney, Thomas Niehus, Ewald Proll und Wolfgang Adolf Weil[2]
- 2017: Ralph Ulrich Hagemeyer, Friedrich-Wilhelm Schäfer, Herbert Cohnen, Wolfgang Robert Kaiser, Arzu Warsi, Özkan Köse, Bernd Bigge[3]
- 2018: Karl Albert Bechem, Buran Jonuzi, Monique Kerwath, Georgia Manfredi, Werner-Alois Zimmermann[4]
- 2019: Nilay Dogan, Rainer Hakel, Ulrike Hörster, Andre Köther, Jürgen Nasemann[5]
- 2020: Andreas Gräwinger, Christel Auer, Christine Nordmann, Hans Dieter Miß, Eva-Maria Beck, Helmut Wuttke, Michael Kühle[6]
- 2021: Lothar Kampe, Christa Mrozek, Markus Pilters, Rolf Tesche, Johanna Thomé und Dean Blažević[7]
- 2022: Herbert Fleing, Klaus A. Flieger, Brigitte Huppertz, David Mintert, Peter Röder, Jörg Schulte[8]
- 2023: Uta Kroder, Cordula Lenz-Tillmann, Reiner Leppert, Christa Liesendahl, Manfred Oltmanns, Iris Panknin, Hermann Putsch, Kurt (Atti) Reinartz und Selly Wane[9]
- 2024: Mohamed El Abdouni, Christiane Freyer, Norbert Koch, Helmut Pfannkuchen, Heidi Vollmer[10]

### Ehrenbürger der Bergischen Universität Wuppertal
Die Bergische Universität Wuppertal verleiht die Ehrenbürgerwürde einer Universität.
Siehe Ehrenbürger der Bergischen Universität

### Originale
In der Liste der Wuppertaler Originale sind Stadtoriginal aufgeführt:
Siehe Liste der Wuppertaler Originale

### Die Goldene Schwebebahn
Die Auszeichnung „Die Goldene Schwebebahn“ wird vom Stadtverband der Bürger- und Bezirksvereine Wuppertal vergeben und ist mit einer Ehrennadel verbunden. Sie wurde bis 2017 in einem zweijährigen Turnus seit 1997 an Persönlichkeiten verliehen, die sich in herausragender Weise um das Wohl und die Interessen Wuppertals verdient gemacht haben.
- 1997 – Johannes Rau (1931–2006)
- 1999 – Jörg Mittelsten Scheid (* 1936)
- 2001 – Horst Jordan (1923–2006)
- 2003 – Volker Ronge (* 1943)
- 2005 – Pina Bausch (1940–2009)
- 2007 – Willfried Penner (* 1936)
- 2009 – Tony Cragg (* 1949)
- 2011 – Ulrike Schrader (* 1960)
- 2013 – Lambert T. Koch (* 1965)
- 2015 – Ernst-Andreas Ziegler (* 1938)
- 2017 – Gerhard Finckh (* 1952)[12]

### Die Goldene Spule
Die Auszeichnung „Die Goldene Spule“ ist eine Ehren-Auszeichnung des Langerfelder Bürgerverein für um Langerfeld verdiente Bürgerinnen und Bürger. Er wird vom Bürgerverein anlässlich seines 50-jährigen Jubiläums am 15. August 1978 erstmals vergeben.
- 1978 – Wilhelm Eickelberg († 1981), Mitbegründer des Bürgervereins und Emil Vedder, er hatte das Fachwerkhaus Odoakerstraße 1 erworben und gerettet
- 1981 – Helmut Diester († 1989), Mitbegründer des Bürgervereins, Hans Fischer († 1988) Geschäftsführer des Bürgervereins, Josef Linkenbach († 2005), Ehrenmitglied des Bürgervereins und Günther Voigt (1927–2000), Heimatforscher
- 1986 – Kurt Kürten (1920–1993)
- 1988 – Heinrich Engel, Direktor der Stadtsparkasse Wuppertal und Monsignore Peter Breuer († 1992), katholischer Pfarrer
- 1989 – Wolfgang P. Cleff, er hatte sich um die Erhaltung des Fachwerkhauses Spitzenstraße 9 verdient gemacht
- 1997 – Eberhard Hasenclever, Kommunalpolitiker und Günther Kozinowski (1931–2021), evangelischer Pfarrer
- 1998 – Der Langerfelder Turnverein und der Beyeröhder Turnverein
- 1999 – Friedrich Platte (1917–2009), Oberstadtdirektor
- 2000 – Ursula Kraus (1930–2021), Oberbürgermeisterin und Walter Prestel († 2009), früherer Chef der Schwelmer Brauerei
- 2001 – Udo Frauenhoff, Chef des Unternehmens Fahnen-Herold W. Frauenhoff GmbH und Paul Peter Muckenhaupt (1950–2006), Chef des Kabelwerkes Muckenhaupt & Nusselt GmbH
- 2002 – Eugen Trautwein, Vorsitzender der Geschäftsführung des Einkaufsbüros Deutscher Eisenwarenhändler (EDE)
- 2003 – Hans Neveling (1931–2012), Ehrenvorsitzender
- 2004 – Freiwillige Feuerwehr Langerfeld
- 2005 – Hans Willi Boukes, Kommunalpolitiker und Friedrich Paul († 2010),[14] Mitglied und Beiratsmitglied des Vereins
- 2006 – Karl Tirre († 2009), Mitglied der Garnbleichergruppe
- 2007 – Pater Joachim Stobbe und Diakon Klaus Zweihoff
- 2008 – Posaunenchor des CVJM Langerfeld
- 2008 – Familie Schramm
- 2009 – Sabine Dermann, Pfarrerin der evangelischen Kirchengemeinde
- 2010 – Soziale Hilfswerk Langerfeld e. V.
- 2013 – Marita Klämt, Evangelische Kirchengemeinde Langerfeld
- 2014 – Karl Ulrich Schäfer, Reiner Werth und Thomas Sperling
- 2015 – Förderverein an der Gesamtschule Wuppertal-Langerfeld e. V.
- 2016 – Peter Jung (* 1955), ehem. Oberbürgermeister Wuppertals[15]
- 2017 – Luisa Ohlbrecht
- 2019 – Erhard Ufermann[16]
- 2022 – Andreas Bialas

### Wuppertaler Triangulum in Gold
Das Wuppertaler Triangulum in Gold ist ein von der TV Beyeröhde 1893 e. V. gestifteter Ehrenpreis, der jährlich seit 1984 an jugendliche Leistungssportler vergeben wird. Die Auszeichnung ist ein Schmuckanhänger am Kettchen das auf der Vorderseite das Wort „Triangulum“ in Verbindung mit der Jahreszahl eingeprägt hat. Quer laufend im unteren Bereich ist das Wort „Wuppertal“ in Verbindung mit einem stilisierten Dreieck (Triangulum) eingeprägt. Der Name des Preisträgers und des Stifters ist auf der Rückseite des Anhängers eingeprägt. Die Idee und Gestaltung des Ehrenpreises ist geschützt.
- 1984 – Stefanie Osenberg (* 1968) (Handball: TV Beyeröhde 1893 e. V.)
Erste Jugendnationalspielerin im Handball Wuppertals
- 1985 – Silvia Merten (Leichtathletik: Barmer TV 1846 Wuppertal)
Deutsche Jugendmeisterin über 1500 m
- 1986 – Astrid Kassat (Basketball: Barmer TV 1846 Wuppertal)
Juniorennationalspielerin
- 0000 – Stefan Vogt (Wasserball: Wasserfreunde Wuppertal)
Junioreneuropameister
- 1987 – Carsten Pröpper (* 1967) (Fußball: Wuppertaler SV)
Erfolgreichster Jungstürmer des WSV
- 1988 – Patrick Hermanspann (* 1971) (Schwimmen: Wasserfreunde Wuppertal)
Viermal deutscher Jahrgangsmeister und fünfter beim Europacup
- 0000 – Matthias Schlubeck (* 1973) (Schwimmen: Versehrten SV, Wuppertal)
Goldmedaille bei den Paralympics in Seoul über 50 m
- 1989 – Bernt Schiffmann (Rollhockey: RSC Cronenberg)
Fünfmal deutscher Jugend-/ Juniorenmeister und fünfter Platz beim Europacup
- 1990 – Simone Osygus (* 1968) (Schwimmen: Wasserfreunde Wuppertal)
Siegerin mit der deutschen Weltmeisterschaft-Schwimmstaffel in Australien
- 0000 – Wolfram Rohleder (Tennis: Tennisclub Grün-Weiss e. V. und Wuppertaler SV)
Bergischer Meister im Tennis und erfolgreicher Jugend-Fußballer
- 1991 – Anika Jule Steuernagel geb. Heuser (Golf: Golfclub Bergisch Land e. V.)
International erfolgreichste Jugendgolferin Deutschlands
- 1992 – Anna Tomiczek (Handball: TV Beyeröhde 1893 e. V.)
Zweite Handball-Bundesliga und Jugendnationalspielerin in Polen
- 1993 – Pamela Jung und Roman Frieling (* 1973) (Tanzen: Grün-Gold–Casino)
Westdeutsche Meister im Tanzen, Teilnahme bei deutschen Meisterschaften
- 1994 – Christina Beuth (Handball: TV Beyeröhde 1893 e. V.)
Westdeutsche Meisterin, Jugendnationalspielerin
- 0000 – Andrea Müller (Schwimmen: SV Bayer Wuppertal)
Jugend-Europameisterin Schwimm-Staffel, zahlreiche deutsche Meistertitel
- 1995 – Martin Buday (Rudern: Kanu-Sportgemeinschaft Wuppertal e. V.)
Juniorenweltmeister im Kanadier
- 1996 – Ralf Geilenberg (Golf: Golfclub Bergisch Land e. V.)
Deutscher Amateurmeister 1996, Weltmeister- und Europameisterschaftsteilnehmer
- 1997 – Andreas Druzovic (Rollhockey: RSC Cronenberg)
Rollhockeyspieler
- 1998 – Benjamin Rust (* 1979) (Basketball: BGW Wuppertal)
Jugendnationalspieler
- 1999 – Frank Schulten (Faustball: Eisenbahner Sportverein Wuppertal West 1926 e. V.)
Jugendnationalspieler
- 2000 – Lars Birger Hense (Leichtathletik: Barmer TV 1846 Wuppertal)
Mehrfacher Jugendmeister im Hürdenlauf
- 2001 – Anke Kramer (Handball: TV Beyeröhde 1893 e. V.)
Handball-Auswahlspielerin
- 0000 – Nico Seidler (Billard: Barmer Billardfreunde)
Schülereuropameister im 9-Ball-Poolbillard
- 2002 – Nina Vesper (Rollkunstlauf: SSG Ronsdorf)
Rollkunstläuferin
- 2003 – Marc Uppenkamp (Schwimmen: SG Bayer)
Jugendeuropameister im Schwimmen
- 2004 – Jochen Helfen (Radsport: RC Musketier)
Deutscher Juniorenmeister im Radrennfahren
- 2005 – Laurin Lattau (Schwimmen: Wasserfreunde Wuppertal)
Vielfache deutsche Jugendjahrgangsmeisterin
- 2006 – Pinar Touba geb. Yilmaz (* 1988) (Boxen: ASV Wuppertal)
Zweifache Deutsche Box-Juniorenmeisterin in der Gewichtsklasse Leichtgewicht
- 2007 – Vitali Wall (Rudern: Kanu-Sportgemeinschaft Wuppertal e. V.)
Deutscher Meister (Schüler) im Kanadier
- 2008 – Sandra Münch und Mandy Münch (Handball: TV Beyeröhde 1893 e. V.)
Handball-Auswahlspielerin A-Jugend und Handball-Bundesliga der Damen
- 2009 – Christian vom Lehn (* 1992) (Schwimmen: SG Bayer)
Jugendeuropameister im Schwimmen 200 m Brust
- 2010 – Christopher Bootz (Rudern: Kanusport-Gemeinschaft Wuppertal e. V.)
Langstreckenmeisterschaft NRW in Essen mit dem 1. Platz über 5000 m
- 2011 – Sina Vesper (Rollkunstlauf: RRD – Ronsdorfer Rollerdancer Wuppertaler e. V.)
Vielfache deutsche Meisterin
- 2012 – Daniel Trosin (Freiwasserschwimmer: SV Bayer Wuppertal e. V.)
Vielfache nationale und internationale Spitzenplatzierungen
- 2013 – Jonas Winter (Klettersportler: Deutscher Alpenverein Sektion Barmen)
Deutscher Jugend-Meister im Lead-Klettern und 1. Platz Junioren beim Deutschen Bouldercup (gleichzeitig Platz neun bei den Herren), 3. Platz bei der Junioren-EM[18]
- 2014 – Olivia Matondo (Fechterin: Wuppertaler Fechterclub)
Siebte der Deutschen A-Jugend-Rangliste[19]
- 2015 – Sonja Schmelter (Sportkegeln: Wuppertaler Sportkegler e. V. 1900)
Teilnahmen an einigen nationalen und internationalen Meisterschaften (U14 und U18)[20]
- 2016 – Caspar Ehlert (Canadierfahrer: Kanu-Sportgemeinschaft Wuppertal e. V.)
C2 Kader, 3facher Deutscher Meister / Olympic – Hope – Games 2015: Bronzemedaille, 2016: Im Endlauf[21]
- 2017 – Jan Delkeskamp (Schwimmer)
Zwei Bronzemedaillen mit der Jugendnationalmannschaft beim Ländervergleichskampf in Italien und drei bei den Deutschen Jahrgangsmeisterschaften[22]
- 2018 – Tom Ediger (Leichtathlet)
Deutscher Meister (U18) im Hochsprung[23]
- 2019 – Mira Pazic (moderne Fünfkämpferin: SV Bayer Wuppertal)[24]
Mitglied im deutschen Nachwuchsteam im Modernen Fünfkampf. Mit Team- und Einzel-Medaillen war sie 2019 von der Junioren-Europameisterschaft im Biathle (Laufen, Schwimmen, Laufen) und Triathle (Schießen, Laufen, Schwimmen).
- 0000 – Franziska Ritter (Speedklettern: Deutscher Alpenverein Sektion Barmen)
Hat 2019 als 16-Jährige den deutschen Rekord im Speedklettern mehrfach verbessert, war Teilnehmerin an Jugend-EM und -WM.
- 2023 – Larus Thiel (Schwimmen: SV Bayer Wuppertal)
- 0000 – Ben Jochum (Radsport: RC Musketier Wuppertal)
- 0000 – Maximilian Zöllner (Kanusport: KSG Wuppertal)
- 2024 – Lennart Böckmann (Kanusport: Wuppertaler Kanu-Club)[25]
Kanupolo-Nationalspieler

### Preis der Wuppertaler Literatur Biennale
Der Preis der Wuppertaler Literatur Biennale wurde 2014 erstmals ausgelobt und ist ein Nachwuchsliteraturpreis, dessen Hauptpreis zunächst mit 3000 Euro, später mit 5000 Euro, dotiert ist; die Förderpreise sind mit jeweils 1000 Euro dotiert (Stand 2020). Die erste Verleihung fand am 18. Mai 2014 statt.
- 2014 – Hauptpreis: Konrad H. Roenne (* 1979), Schriftsteller; Anerkennungspreise: Anja Kampmann, Bastian Kresser und Daniel Zipfel
- 2016 – Hauptpreis: Stefan Ferdinand Etgeton (* 1988), Schriftsteller; Anerkennungspreise: Helene Bukowski und Yannic Han Biao Federer[27]
- 2018 – Hauptpreis: Yannic Han Biao Federer (* 1986) für seine Erzählung Stay hungry; Förderpreise: Stephan Roiss und Franziska Schramm[28]
- 2020 – Hauptpreis: Philipp Böhm für seine Erzählung Playhouse; Förderpreis: Astrid Gläsel für ihre Erzählung Einander Gutes tun
- 2022 – Hauptpreis: Annika Domainko für ihre Erzählung „Teilchenschauer“; Förderpreis: Emily Jeuckens für „Kaffeesatz“ und Katrin Krause für „Das Mittchen“.[29]
- 2024 – Hauptpreis: Orhan Erdem für seine Erzählung „Ein unser Dorf“; Förderpreis: Lili Aschoff für „Ein Dachboden voller Genies“ und Maria Marggraf für „Invasive Arten“.[30]

### Wuppertal-Botschafter
Zehn Unternehmerpersönlichkeiten sind zu offiziellen Wuppertal-Botschaftern ernannt. Mit dem Projekt der Wuppertal Marketing GmbH (WMG) wird der Wirtschaftsstandort Wuppertal künftig außerhalb der Stadtgrenzen noch stärker vertreten sein. Es sind die Personen:
- Anke Düsterloh (Gesellschafter-Geschäftsführerin der WTG Wirtschaftstreuhand Dr. Grüber), seit 2010[32]
- Thomas Riedel (Gründer der Riedel Communications), seit 2010[33]
- Josef Beutelmann (langjähriger Vorstandsvorsitzender der Barmenia Versicherungen), seit 2006
- Bernd Bigge (Geschäftsführer der Ferd. von Hagen Söhne & Koch), seit 2006
- Lambert T. Koch (ehemaliger Rektor der Bergischen Universität Wuppertal), seit 2007
- Andreas Martin (Radiologe und ärztlicher Geschäftsführer des radiologischen, nuklearmedizinischen und strahlentherapeutischen Zentrums radprax), seit 2006
- Helga Rübsamen-Schaeff (Professorin für Biochemie und Virologie, Geschäftsführerin der AiCuris GmbH & Co. KG), seit 2007
- Markus von Blomberg (Begründer der Initiative „(M)eine Stunde für Wuppertal“, vorher Gesellschafter bei Vorwerk & Co. KG), seit 2006

### Personen, an die ein Stolperstein erinnert
- Personen, an denen in Wuppertal mit einem Stolperstein gedacht wird, sind unter anderem (alphseitetisch sortiert):
  - Hildegard Ebbinghaus († 1947) und Hugo Ebbinghaus (1884–1945), Johannes Flintrop (1904–1942), Martin Gauger (1905–1941), Rita Gerszt (1898–1942) und Yzchok Gerszt (1901–1945), Alfred Meyer (1898–1933), Theodor Plaut (1874–1938), Eugen Schwebinghaus (1906–1944) und Cläre Tisch (1907–1941).

### Weitere Persönlichkeiten
Folgende Personen wohnen oder wohnten in Wuppertal und stehen mit der Geschichte der Stadt Wuppertal in Verbindung. Sie sind jedoch anderenorts geboren:

#### Bis 18. Jahrhundert
- Heinrich von Schönrode 14. Jahrhundert
Ein Ritter aus dem Bergischen Land, verkaufte das Gut „Vowynkele“ (Vohwinkel) an das Kloster Gräfrath.
- Adolf Clarenbach (* um 1497 bei Lüttringhausen; † 1529 in Köln)
Der Bergische Reformator wirkte nach 1525 auch in Elberfeld.
- Daniel Schleyermacher (* 1697 in Gemünden, Oberhessen; † um 1765)
Pastor in Elberfeld und Ronsdorf sowie Mitstifter der Sekte der Zioniten in Ronsdorf
- Johann Heinrich Jung-Stilling (* 1740 in Hilchenbach-Grund; † 1817 in Karlsruhe)
Wirkte von 1772 bis 1778 als praktischer Arzt in Elberfeld. War aus Studienzeiten mit Johann Wolfgang von Goethe bekannt, der ihn 1775 in Elberfeld besuchte.
- Johann Stephan Anton Diemel (* 1763 in Soest; † 1821 in Elberfeld)
Wirkte als Arzt und Schriftsteller in Elberfeld. Er setzte sich für die Anlage des Landschaftsparksgartens „Hardt“ ein, einer der ersten öffentlichen Parkanlagen in Deutschland.
- Johannes Adolph Ibach (* 1766 in Lüttringhausen; † 1848 in Barmen)
Gründete 1794 in Beyenburg eine Klavierbauwerkstätte, aus der später die Ibach GmbH hervorging.
- Egidius Mengelberg (* 1770 in Köln; † 1849 ebenda)
Wirkte seit 1800 als Porträtmaler in Elberfeld.
- Gottfried Daniel Krummacher (* 1774 in Tecklenburg; † 1837 in Elberfeld)
War seit 1816 in Elberfeld als Theologe tätig.
- Johann Jakob Ewich (* 1788 in Wesel; † 1863 in Burgbrohl)
War seit 1811 als Lehrer in Barmen tätig. Gründer der nach ihm benannten Privatschule Ewich, aus der 1823 die Höhere Stadtschule Barmen und im weiteren Verlauf auch das Gymnasium Sedanstraße hervorging.
- Johann Wilhelm Fischer (* 1779 in Burg an der Wupper, heute zu Solingen; † 1845 vermutlich in Barmen)
Baumwollfabrikant und Bankier in Barmen
- Johann Friedrich Knapp (* 1780; † ?)
Philosoph und Schriftsteller, wirkte in Elberfeld.
- Heinrich Kamp (* 1786 in Baerl; † 1853 in Berlin)
Kaufmann, Bankier und Industrieller in Elberfeld. Erster Präsident der Handelskammer Elberfeld-Barmen
- Caspar Wilhelm Meckel (* 1790 in Lüdenscheid; † 1852 in Elberfeld)
Unternehmer und Handelskammerpräsident in Elberfeld.
- Friedrich Wilhelm Krummacher (* 1796 in Moers; † 1868 in Potsdam)
Erweckungsprediger in Barmen und in Elberfeld, der selbst einen Friedrich Engels beeindruckt hat, siehe auch Familie Krummacher.
- Immanuel Friedrich Sander (* 1797 in Schafstädt; † 1859 in Wittenberg)
streitbarer Lutherischer Pfarrer in Wichlinghausen (1822–1838) und Elberfeld (1838–1854)
- Heinrich Carl Alexander Pagenstecher (* 1799 in Herborn; † 1869 in Heidelberg)
Wirkte seit 1824 als Arzt und Politiker in Elberfeld.

#### 19. Jahrhundert
- Johann Friedrich Hector Philippi (* 1802 in Hannover; † 1880 in Poppelsdorf bei Bonn)
Präsident des Landgerichts Elberfeld (1848–1875)
- Johann Carl Fuhlrott (* 1803 in Leinefelde; † 1877 in Elberfeld)
Der Lehrer in Elberfeld erkannte 1856 in den im Neandertal bei Düsseldorf gefundenen Skelettresten einen fossilen Menschen.
- Julius Köbner (* 1806 in Odense, Dänemark; † 1884 in Berlin)
Baptistischer Geistlicher, Kirchenliederdichter und Schriftsteller
- Karl Wilhelm Bouterwek (* 1809 zu Tarnowitz, Oberschlesien; † 1868 in Elberfeld)
Gründer des Bergischen Geschichtsvereins.
- Friedrich Wilhelm Arnold (* 1810 in Sontheim bei Heilbronn; † 1864 in Elberfeld)
Musiker und Volksliedforscher, gründete eine Musikalienhandlung und einen Musikverlag in Elberfeld.
- Adolph Kolping (* 1813 in Kerpen bei Köln; † 1865 in Köln)
Der Begründer des Kolpingwerkes wirkte seit 1845 bis 1847 in Elberfeld.
- Karl Emil Lischke (* 1813 in Stettin; † 1886 in Bonn)
Oberbürgermeister und Ehrenbürger von Elberfeld.
- Hermann Heinrich Grafe (* 1818 in Palsterkamp; † 1869 in Elberfeld)
Gründer der Freien evangelischen Gemeinden lebte und wirkte in Elberfeld bis zu seinem Tode 1869.
- Gustav Platzhoff (* 1821; † 1887)
Kaufmann und Politiker in Elberfeld, von 1870 bis 1881 Vorsitzender des Elberfelder Verschönerungsvereins.
- Carl Brockhaus (* 1822 in Himmelmert bei Plettenberg; † 1899 in Elberfeld)
Gründervater der Brüderbewegung in Deutschland.
- Julius Löwen (* 1822 in Breckerfeld; † 1907 in Elberfeld)
Kaufmann, Seidenfabrikant und Kirchenlieddichter.
- Ludwig-Ernst Toelle (* 1823; † 1886 in Barmen)
Textilfabrikant und Stadtverordneter in Barmen, aus seinem Vermächtnis entstand der Toelleturm.
- August Freytag (* 1823; † 1889 in Elberfeld)
Juwelier und Mäzen in Elberfeld.
- Hugo Hillmann (* 1823; † 1898)
Teilnehmer am Elberfelder Aufstand.
- Friedrich Wilhelm Dörpfeld (* 1824 in Wermelskirchen/Sellscheid; † 1893 in Ronsdorf)
Pädagoge; Lehrer in Elberfeld, Vater des Archäologen Wilhelm Dörpfeld.
- Karl Emil Krummacher (* 1830 in Langenberg (Rheinland); † 1899 in Elberfeld)
Pfarrer und Superintendent in Elberfeld.
- Moritz Stambke (* 1830 in Klein Lübers (Bezirk Magdeburg); † 1903)
Direktor der Bergisch-Märkischen Eisenbahn-Gesellschaft.
- August Zillmer (* 1831 in Treptow an der Rega; † 1893 in Berlin)
Direktor der Vaterländischen Lebens-Versicherungs-Actien-Gesellschaft in Elberfeld.
- August Lammers (* 1831 in Lüneburg; † 1892 in Bremen)
Von 1873 bis 1879 war er als Vertreter des Wahlbezirks Elberfeld-Barmen im preußischen Landtag.
- Johann Baptist von Schweitzer (* 1833 in Frankfurt am Main; † 1875 in Gießbach/Schweiz)
Abgeordneter für den Wahlbezirk Elberfeld-Barmen.
- Eugen Langen (* 1833 in Köln; † 1895 bei Elsdorf (Rheinland))
Entwickler der Wuppertaler Schwebebahn
- Gerhard August Fischer (* 1833 in Aplerbeck bei Dortmund; † 1906 in Barmen)
Architekt in Barmen.
- Hugo Erfurt (* 1834 in Schwelm; † 1922)
Unternehmer, Erfinder der Raufasertapete
- Julius Gauhe (* 1835; † 1912 in Eitorf)
Der Barmer Fabrikant besaß das Patent auf Türkischrot.
- Friedrich Wilhelm Wegner (* 1836 in Klöden im Kreis Torgau; † 1898 in Barmen)
War von 1879 bis 1898 Oberbürgermeister von Barmen.
- Carl Winchenbach (* 1839 in Boisheim/Kempen; † 1925 in Barmen)
Stadtbaumeister und Beigeordneter in Barmen.
- Carl Rumpff (* 1839 in Pyrmont; † 1889 im Berlin oder Wülfrath)
Teilhaber der Bayer AG und Berliner Mäzen
- Friedrich Harm (* 1844 in Leezen; † 1905 in Elberfeld)
Sozialdemokratischer Politiker in Elberfeld.
- Wilhelm Hasselmann (* 1844 in Bremen; † 1916 in New York, USA)
Sozialistischer Politiker der Vorläuferparteien der SPD, kandidierte für den Wahlkreis Elberfeld/Barmen mehrmals für den Reichstag des Deutschen Kaiserreichs, und war dort für diesen Wahlkreis von 1874 bis 1880/81 Reichstagsabgeordneter, aufgrund anarchistischer Ambitionen aus der Partei ausgeschlossen, 1880 in die USA emigriert.
- Hans Jordan (* 1848 in Elbing; † 1923 in Elberfeld)
Direktor der Bergisch-Märkischen Bank in Wuppertal
- Emma Goslar (* 1848 in Hornburg bei Wolfenbüttel; † 1923 in Siegen)
Die westfälische Heimatschriftstellerin lebte in Elberfeld
- Hubert Holzschneider (* 1849; † 1928)
Arzt und Kommunalpolitiker in Cronenberg
- Wilhelm Funck (* 1858 in Minden; † 1923 in Göttingen)
Oberbürgermeister von Elberfeld
- August Lentze (* 1860 in Hamm (Westfalen); † 1945 in Werben (Spreewald))
Oberbürgermeister von Barmen
- Karl Haberland (* 1863 in Wurzen; † 1938 in Wuppertal)
Politiker der SPD.
- Georg Arends (* 1863 in Essen; † 1952 Wuppertal)
Altmeister des deutschen Gartenbaus und berühmt als Züchter zahlreicher heute noch präsenter Hybriden.
- Adolf Cornehls (* 1864 in Kükels; † 1916 in Lüttringhausen)
Als Architekt für zahlreiche Bauten in Wuppertal verantwortlich
- Robert Emanuel Schmidt (* 1864; † 1938)
Direktor der Farbenfabrik Friedrich Bayer in Elberfeld
- Oskar Dressel (* 1865 in Sonneberg; † 1941 in 1941)
Chemiker und Forscher auf dem Gebiet der Azurfarbstoffe bei der Bayer AG
- Karl Bernhard Bamler (* 1865 in Groß-Cammin; † 1926 in Essen-Rellinghausen)
Der Meteorologe war als Gymnasiallehrer in Barmen tätig und gründete dort den Niederrheinischen Verein für Luftschifffahrt.
- Hans Gregor (* 1866 in Dresden; † 1945 in Wernigerode)
Von 1898 bis 1905 Theaterintendant in Elberfeld und Barmen
- Georg Voigt (* 1866 in Klein-Schellmühl bei Danzig; † 1927 in Marburg)
Oberbürgermeister von Barmen
- Arthur Eichengrün (* 1867 in Aachen; † 1949 in der Bad Wiessee)
Chemiker bei der Bayer AG
- Georg Röder (* 1867 in Gießen; † 7. September 1958 in Wuppertal)
Maler der deutschen Landschaft.
- Felix Hoffmann (* 1868 in Ludwigsburg; † 1946 in der Schweiz)
Chemiker, der während seiner Tätigkeit bei Bayer 1897 das Medikament Aspirin entwickelte.
- Paul Hartmann (* 1869 in Hückeswagen; † 1942 in Köln)
Von 1929 bis 1931 war er der erste Oberbürgermeister von Wuppertal.
- Friedrich Ebert (* 1871 in Heidelberg; † 1925 in Berlin)
Kandidat 1912 im Reichstagswahlkreis Elberfeld-Barmen
- Alfred Hertz (* 1872 in Frankfurt am Main; † 1942 in San Francisco/Vereinigte Staaten)
Dirigent in Barmen und Elberfeld
- Max Bernuth (* 1872 in Leipzig; † 1960 in Bayerisch Gmain)
Professor an der Kunstgewerbeschule in Elberfeld
- Albert Rudolf Ibach (* 1873; † 1940 in Wuppertal)
Klavierbauer, Unternehmer und Kunstsammler
- Paul Hopf (* 1875 in Spandau; † 1939 in Düsseldorf)
Oberbürgermeister von Elberfeld
- Josef Bohatec (* 1876 in Kochov; † 1954 in Wien)
Tschechischer Philosoph und Theologe. seit 1907 Direktor des Predigerseminars in Elberfeld.
- Arthur von Gerlach (* 1876 in Berlin; † 1925 in Berlin)
Theaterintendant in Elberfeld (1911–1919)
- Karl Mensing (* 1876 in Koblenz; † 1953 in Wuppertal)
Rechtsanwalt und Mitglied verschiedener Gremien der Bekennenden Kirche
- Oskar Hoffmann (* 1877 in Rospe; † 1953 in Wuppertal)
Politiker der SPD/KPD. Von ihm stammt der Vorschlag, die 1929 gebildete Stadt Barmen-Elberfeld in Wuppertal umzubenennen
- Paul Humburg (* 1878 in Köln-Mülheim; † 1945 in Detmold)
Von 1934 bis 1942 war Humburg Präses der Bekenntnissynode der Evangelischen Kirche im Rheinland
- Paul Zech (* 1881 in Briesen (Westpreußen); † 1946 in Buenos Aires)
Lyriker, Schriftsteller und Publizist des Expressionismus; wirkte 1901 bis 1914 in Elberfeld
- Adolf Erbslöh (* 1881 in New York; † 1947 in Irschenhausen)
Maler
- Heinrich Hörlein (* 1882 in Wendelsheim in Rheinhessen; † 1954 in Wuppertal)
Direktor des I.G.-Farben-Werks in Wuppertal-Elberfeld
- Max Kirschbaum (* 1882; † 1932 in München)
Oberbürgermeister Elberfelds (1920–1929)
- Julius Friedrich (* 1883 in Duisburg; † 1977 in Hamburg)
Oberbürgermeister Wuppertals (1931–1937)
- Eugen Richter (* 1883; † 1973 in Wuppertal)
Ingenieur und Politiker der FDP, wurde 1946 zum ersten Oberbürgermeister nach dem Zweiten Weltkrieg gewählt.
- Hans Weisbach (* 1885 in Glogau; † 1961 in Wuppertal)
Dirigent und städtischer Generalmusikdirektor in Wuppertal
- Franz von Hoeßlin (* 1885 in München; † 1946 bei Sète)
Von 1926 bis 1932 wirkte er als Generalmusikdirektor der Stadt Wuppertal
- Friedrich Senger (* 1886 in Bocholt; † 1936 in Wuppertal)
Stadtrat und Widerstandskämpfer
- Erich Hoepner (* 1886 in Frankfurt (Oder); † 1944 in Berlin)
Kommandeur der 1. Leichten Division 1937 in Wuppertal
- Hermann Weyland (* 1888 in St. Ingbert; † 1974)
Paläobotaniker und Vorsitzender des Naturwissenschaftlichen Vereins Wuppertal
- Paul Müller (* 1888 in Gräfrath; † 1971)
Ab 1947 Schwertschmied in Cronenberg
- Karl Immanuel Immer (* 1888 in Manslagt; † 1944 in Bad Meinberg)
Initiierte die Barmer Bekenntnissynode
- Walter Westfeld (* 1889 in Herford; † 1945 im KZ Auschwitz)
Kunstsammler, betrieb von 1920 bis 1936 in Wuppertal-Elberfeld eine Galerie.
- Martin Othmar Winterhalter (* 1889 in Tablat/Schweiz; † 1961 in Konstanz)
Der Industrielle und Erfinder des modernen Reissverschlusses eröffnete in Wuppertal die erste Reissverschlussfabrik
- Rudolf Watzke (* 1892 in Niemes/Österreich; † 1972 in Wuppertal)
Kammersänger und Gesangspädagoge in Wuppertal und Dortmund
- Ewald Platte (* 1894 in Lüttringhausen; † 1985 in Opladen)
Maler des Expressionismus, wirkte in Barmen
- Wilhelm Eberhard Gelberg (* 1894 in Grevenbrück; † 1940 am Oisekanal)
Kommissarischer Oberbürgermeister von Wuppertal (1938)
- Hubert Tigges (* 1895 in Förde-Grevenbrück; † 1971 in Wuppertal)
Gründer des Reiseunternehmens Dr. Tigges-Fahrten
- Gerhard Domagk (* 1895 in Lagow; † 1964 in Königsfeld im Schwarzwald)
Forschte als Pathologe und Bakteriologe bei der Bayer AG.
- Hellmut Weese (* 1897 in München; † 1954 in Wuppertal)
Forschte als Pharmakologe und Arzt bei der Bayer AG.
- Carl Bellingrodt (* 1897 in Köln; † 1971 in Wuppertal)
Einer der bekanntesten deutschen Eisenbahnfotografen des 20. Jahrhunderts und Mitbegründer des Bundesverbands Deutscher Eisenbahn-Freunde.
- Arnold Wulff (* 1897 in Stralsund; † 1971 in Wuppertal)
Landtagsabgeordneter der SPD für den Wahlkreis 53
- Gottlob Espenlaub (* 1900 in Balzholz; † 1972 in Wuppertal)
Flieger sowie Flugzeug- und Automobilkonstrukteur, Begründer der Espenlaub-Werke in Langerfeld
- Karl August Heynen (* vor 1900; † 1943)
Gründer des ersten Reformhauses in Deutschland

#### 20. Jahrhundert
- Klaus Brauda (* 1901 in Asnières; † 1970)
Druckereibesitzer und Politiker
- Robert Friedrich (* 1901 in Wachbach; † 1986 in Bad Mergentheim)
Politiker, kommissarischer Oberbürgermeister von Wuppertal
- Otto Schmidt (* 1902 in Köln; † 1984 in Sinzig)
CDU-Politiker, Mitglied des Deutschen Bundestags und Oberbürgermeister von Wuppertal
- Heinz Gebauer (* 1902 in Röchlinghausen; † 1955 in Wuppertal)
Oberbürgermeister von Wuppertal
- Johannes Harder (* 1903 in Neuhoffnung-Alexandertal; † 1987 in Schlüchtern)
Professor für Sozialwissenschaften 1946–1968 an der Pädagogischen Akademie (später Bergische Universität Wuppertal)
- Friedrich Hetzelt (* 1903 in Liegnitz; † 1986 in Wuppertal)
Als Beigeordneter für Planen und Bauen für zahlreiche Bauten im Stadtgebiet verantwortlich
- Willi Goeke (* 1903 in Hamm; † 1973)
Politiker der SPD in Wuppertal.
- Franz Allers (* 1905 in Karlsbad; † 1995 in Las Vegas)
Dirigent; von 1926 bis 1933 Erster Kapellmeister an den Vereinigten Stadttheatern Barmen-Elberfeld
- Baldur Hönlinger (* 1905 in Wien; † 1990 in Wuppertal)
Schachmeister
- Ewald Funke (* 1905 in Remscheid; † 1938 in Berlin-Plötzensee)
Widerstandskämpfer gegen den Nationalsozialismus
- Heinrich Schmeißing (* 1905 in Schwelm; † 1979 in Wuppertal-Barmen)
Oberbürgermeister der Stadt Wuppertal
- Walter Kühlthau (* 1906 in Essen; † 1978 in Wuppertal)
Stadtkämmerer von Wuppertal
- Georg Abeler (* 1906 in Münster (Westfalen); † 1981 in Wuppertal-Elberfeld)
Goldschmiedemeister, Uhrmacher und Gründer des Uhrenmuseums „Abeler“.
- Konrad Grebe (* 1907 in Heiligenwald; † 1972 in Wuppertal)
Steiger und Erfinder; betrieb seit 1949 ein Ingenieurbüro in Wuppertal-Elberfeld
- Claus Schenk Graf von Stauffenberg (* 1907 in Jettingen; † 1944 in Berlin)
Offizier und Kopf des militärischen Widerstands gegen das NS-Regime. Wohnte – soweit nicht an der Front im Einsatz – von 1938 bis 1943 in Wuppertal.
- Grete Heublein (* 1908 in Bremen; † 1997 in Wuppertal)
Leichtathletin, Olympiateilnehmerin
- Kenneth Spencer (* 1911 in Los Angeles; † 1964 in New Orleans)
US-amerikanisch/deutscher Sänger, der von 1954 bis zu seinem Tod in Wuppertal lebte
- Heinz Hoffmann (* 1914 in Danzig; † 2008 in Wuppertal)
Schwimmtrainer
- Walter Jahnke (* 1914 in Wolgast, Kreis Greifswald; † 1988 in Wuppertal)
Lehrer und Stadtverordneter in Wuppertal, Mitglied des Landtages Nordrhein-Westfalen.
- Ursula von Reibnitz (* 1915 in Berlin; 1990 in Wuppertal)
Schauspielerin
- Willi Dirx (* 1917 in Recklinghausen; † 2002 in Wuppertal)
Der Maler und Grafiker wirkte in Wuppertal
- Gottfried Gurland (* 1918 im Baltikum; † 2002 in Wuppertal)
Oberbürgermeister von 1970 bis 1984, Geschäftsführer der Kirchlichen Hochschule
- Paul Nikolai Ehlers (* 1920 in Riga; † 2007 in Wuppertal)
Direktor am Chirurgischen Klinikum Barmen (1962–1985)
- Arno Wüstenhöfer (* 1920 in Karlsruhe; † 2003 in Wuppertal)
Von 1964 bis 1975 Generalintendant der Wuppertaler Bühnen.
- Erika Nagel (* um 1920; † 28. März 2007 in Wuppertal)
Die Künstlerin verschönerte Hausfassaden und die Wuppermauern.
- Karl Otto Mühl (* 1923 in Nürnberg; † 2020 in Wuppertal)
Schriftsteller
- Horst Jordan (* 1923 in Berlin; † 2006)
Der Journalist und Dolmetscher stand an der Spitze der IHK Wuppertal-Solingen-Remscheid (1966–1990)
- Peter Dienel (* 1923 in Berlin; † 2006 ebenda)
Theologe, Soziologe (Bergische Universität), Erfinder des Bürgerbeteiligungsverfahrens Planungszelle
- Trude Unruh (* 1925 in Essen; † 2021)
Politikerin; gründete in Wuppertal den Senioren-Schutz-Bund
- Marie-Elisabeth Steffen (* 1925 in Saarburg; † 2018)
Von 1969 bis 1989 im Stadtrat
- Hans-Dietrich Genscher (* 1927 in Reideburg; † 2016 Wachtberg-Pech)
ehemaliger Bundesminister und Vizekanzler; von 1965 bis 1998 Mitglied des Deutschen Bundestages für den Wahlkreis Wuppertal-West
- Gert Lothar Haberland (* 1928 in Uerdingen; † 2014 in Wuppertal)
Direktor der Bayer AG
- Winfried Pesch (* 1928 in Wuppertal; † 2006 in Wuppertal)
Kirchenmusikdirektor in Wuppertal, Kreiskirchenmusikwart, Dozent, Begründer und künstlerischer Leiter der Wupperfelder Abendmusiken.
- Wolfgang Kolbe (* 1929 in Putzar bei Anklam, Mecklenburg-Vorpommern; † 2000 in Wuppertal)
Entomologe, von 1969 bis 1994 Leiter des Fuhlrott-Museums.
- Ursula Kraus (* 1930 in Neunkirchen; † 2021)
Von 1984 bis 1996 Oberbürgermeisterin Wuppertals
- Justus Bockemühl (* 1930 in Solingen; † 1983 in Düsseldorf)
Jurist und Heimatforscher
- Hellmuth Matiasek (* 1931 in Wien, Österreich; † 2022 in Rosenheim)
Von 1978 bis 1983 Generalintendant der Wuppertaler Bühnen
- Rudolf Schoofs (* 1932 in Goch am Niederrhein; † 2009 in Stuttgart)
Künstler und Hochschullehrer an der Werkkunstschule Wuppertal
- Wilfried Rittau (* 1932 in Wismar; † 2022)
Kirchenmusikdirektor
- Kurt Horres (* 1932 in Düsseldorf; † 2023 ebenda)
Operndirektor an den Wuppertaler Bühnen
- Horst Szymaniak (* 1934 in Erkenschwick; † 2009 in Melle)
Fußballnationalspieler, der an zwei Weltmeisterschaften teilnahm, spielte seinerzeit beim Wuppertaler SV
- Rolf Krumsiek (* 1934 in Obernkirchen; † 2009 in Münster)
Von 1970 bis 1980 Oberstadtdirektor von Wuppertal
- Wolfgang Schmitz (* 1934 in Marl; † 2017 in Wuppertal)
Zeichner mit Arbeiten auf Papier und Karton
- Heinz Becker (* 1938 in Dresden)
Der Jazzmusiker lebte nach 1980 in Wuppertal.
- Hermann Schulz (* 1938 in Nkalinzi, Tansania)
Schriftsteller und Verleger
- Karla Schneider (* 1938 in Dresden)
Schriftstellerin
- Gerd Hanebeck (* 1939 in Remscheid; † 2017)
Maler, Grafiker und Objektkünstler
- Ernst Ulrich von Weizsäcker (* 1939 in Zürich)
Von 1991 bis 2000 war er Präsident des Wuppertal Institut für Klima, Umwelt, Energie.
- Jürgen Schüttler Leichtathlet (* 1940 in Wuppertal)
Leichtathlet in Wuppertal ETG – Elberfelder Turn Gemeinde, trainiert u. a. von Justus Bockemühl
- Pina Bausch (* 1940 in Solingen; † 2009 in Wuppertal)
Legendäre Nestorin des deutschen Ausdruckstanzes; nach ihr ist das von ihr gegründete städtische Pina-Bausch-Tanztheater benannt
- Sabine Fehlemann (* 1941 in Gießen; † 2008 in Dortmund)
Kunsthistorikerin und von 1985 bis 2006 Direktorin des Von der Heydt-Museums.
- Peter Brötzmann (* 1941 in Remscheid; † 2023 in Wuppertal)
Jazzmusiker
- Sigrid Wylach (* 1941 in Berlin)
Lebt und arbeitet als selbstständige Textil- und Möbeldesignerin in Wuppertal.
- Günter Pröpper (* 1941 in Dorsten)
Fußballspieler („Meister Pröpper“), spielte zehn Jahre beim Wuppertaler SV
- Adolf Gebauer (* 1941 in Bachorzyn, Polen; † 2023)
Deutsch-tschechischer Komponist
- Hajo Jahn (* 1941 in Berlin)
Journalist und Begründer der Else-Lasker-Schüler-Gesellschaft
- Bodo Richter (* 1941 in Flensburg; † 2019 in Wuppertal)
Von 1982 bis 1988 Oberstadtdirektor Wuppertals
- Peter Hennicke (* 1942)
Von 2000 Bis 2008 Präsident des Wuppertal Instituts für Klima, Umwelt, Energie.
- Michael Knieriem (* 1943 in Lahr/Schwarzwald)
Historiker und Autor, langjähriger Leiter des Historischen Zentrums.
- Holk Freytag (* 1943 in Tübingen)
Von 1988 bis 1996 Generalintendant der Wuppertaler Bühnen.
- Hermann-Josef Richter (* 1944)
Ehemaliger Parteiführer der CDU, war von 1994 bis 1999 Bürgermeister, und kandidierte 1999 für das Amt des Oberbürgermeisters.
- Peter Kowald (* 1944 in Masserberg; † 2002 in New York)
Jazzmusiker; lebte seit 1945 in Wuppertal
- Bodo Berheide (1944 in Oberhof in Thüringen)
Der Künstler und Bildhauer lebt in Wuppertal
- Michael Zeller (* 1944 in Breslau)
Schriftsteller; lebt in Wuppertal
- Ismail Çoban (* 1945 in Çorum/Türkei)
Türkisch-deutscher Maler und Grafiker, lebt in Wuppertal.
- Achim Knispel (* 1947 in Erfurt; † 1999 in Wuppertal)
Der Gitarrist, Maler und Zeichner wirkte 1960er in Wuppertal.
- Sarah Pelikan (* 1947 in Immenstadt im Allgäu)
Die Objektkünstlerin lebt in Wuppertal
- Wolfgang Baumann (* 1948 in Bünde/Kreis Herford)
Rechtswissenschaftler, Hochschullehrer und Autor
- Tony Cragg (* 1949 in Liverpool)
Britischer Bildhauer, lebt seit 1978 in Elberfeld und eröffnete den Skulpturenpark Waldfrieden.
- Hans Reichel (* 1949 in Hagen; † 2011 in Wuppertal)
Gitarrist, Violinist, Instrumentenbauer und Typograph, lebt in Wuppertal.
- Peter Hintze (* 1950 in Bad Honnef; † 2016 in Wuppertal)
Bundestagsabgeordneter der CDU
- Manfred Zöllmer (* 1950 in Bülkau)
Bundestagsabgeordneter der SPD des Wahlkreises Wuppertal I
- Volker Anding (* 1950 in Radevormwald)
Der Regisseur und Multimediakünstler lebt in Wuppertal
- Dominique Mercy (* 1950 in Mauzac, Dordogne)
Der Tänzer und Choreograf lebt in Wuppertal
- Günther Weißenborn (* 1951 in Göttingen)
Dramaturg und Puppenspieler, Betreiber eines Marionetten-Theater in Wuppertal.
- Eugen Egner (* 1951 in Ingelfingen/Württemberg)
Zeichner und Schriftsteller, lebt seit 1955 in Wuppertal.
- Sibyl Quinke (* 1952 in Freiburg im Breisgau)
Autorin, lebt in Wuppertal.
- Jochen Schroeder (* 1954 in Bochum)
Gründete und leitete das Theater Comödie.
- Sandro R. Müller (* 1955 in Wiesbaden)
Organist in Wuppertal
- Lutz-Werner Hesse (* 1955 in Bad Godesberg)
Komponist und Hochschullehrer, Geschäftsführender Direktor des Standorts Wuppertal der Hochschule für Musik und Tanz Köln
- Uwe Anton (* 1956 in Remscheid)
Der Science-Fiction-Schriftsteller lebt in Wuppertal
- Christina Rau (* 1956 in Bielefeld)
Die Politologin und Witwe von Johannes Rau lebte mit ihm lange Zeit in Wuppertal.
- Manfred Rekowski (* 1958 in Mojtyny, Masuren)
Präses der Evangelischen Kirche im Rheinland, lebt seit 1982 in Wuppertal
- Matthias Neumann (* 1960 in Frankfurt am Main)
Der Fotograf lebt in Wuppertal
- Georg Rose (* 1960 in Münster)
Chefredakteur beim Radio Wuppertal
- Toshiyuki Kamioka (* 1960 in Tokio/Japan)
Dirigent und Pianist, Chefdirigent des Sinfonieorchesters Wuppertal
- Andrea Hold-Ferneck (* 1963 in Hannover)
Die Fotografin lebt in Wuppertal
- Christian Boros (* 1964 in Zabrze/Polen)
Inhaber einer Werbeagentur und Kunstsammler
- Lambert T. Koch (* 1965 in Hering bei Darmstadt)
Wirtschaftswissenschaftler und Rektor der Bergischen Universität Wuppertal
- Johannes Weigand (* 1966 in Heidelberg)
Opernintendant der Wuppertaler Bühnen
- Thomas Beimel (* 1967 in Essen; † 2016 in Wuppertal)
Der Komponist, Musikwissenschaftler und Bratschist lebte in Wuppertal
- Carsten Pröpper (* 1967 in Remscheid)
Fußballspieler beim Wuppertaler SV und später kurzzeitig Sportdirektor des Vereins.
- Chun-Hsien Wu (* 1967 in Ping-Dong/China)
Tänzer und Choreograph, lebt in Wuppertal
- Gunda Gottschalk (* 1969 in Bückeburg)
Violinistin und Geschäftsführerin eines Plattenlabels, wirkt in Wuppertal.
- Chrystel Guillebeaud (* 1971 in Paris/Frankreich)
Tänzerin und Choreographin, lebt in Wuppertal
- Jan Drees (* 1979 in Haan/Nordrhein-Westfalen)
Der Schriftsteller, Journalist und ehemaliger Leichtathlet lebt in Wuppertal.
- Marina Jenkner (* 1980 in Detmold)
Die Filmemacherin und Autorin lebt seit 1999 in Wuppertal.
- Olivia Spiker (geb. Olivia Luczak ) (* 1981 in Schwelm)
Polnisch-deutsche Amateurboxerin (Deutsche Meisterin und Vizeeuropameisterin)
- Jack McBannon (* 1981 in Haan)
Sänger und Songwriter, lebt in Wuppertal